# اتا کبوتر
اتا کبوتر یک ستاره است که در صورت فلکی کبوتر قرار دارد.